# Tatra 77
De Tatra 77 is een auto met heckmotor die werd geproduceerd door de Tsjechoslowaakse auto- en vrachtwagenfabriek Tatra. De Tatra 77 is de eerste seriegebouwde auto met een aerodynamische carrosserie. Bij het ontwerp waren Paul Jaray, Erich Ledwinka, Hans Ledwinka en Erich Übelacker betrokken. Jaray had bij de Duitse luchtschipfabrikant Luftschiffbau Zeppelin gewerkt  en door gebruik te maken van de relaties die hij daar had opgebouwd kon hij zijn ontwerpen testen in windtunnels. Het door Jaray gemaakte schaalmodel van de Tatra 77 had een weerstandscoëfficiënt van slechts 0,21. Door het hoge gewicht aan de achterzijde en de lange wielbasis neigt de wagen sterk tot overstuur. Het totaal aantal gebouwde exemplaren komt op 255 stuks. De meeste exemplaren werden in Tsjechoslowakije verkocht en slechts enkele daarbuiten.

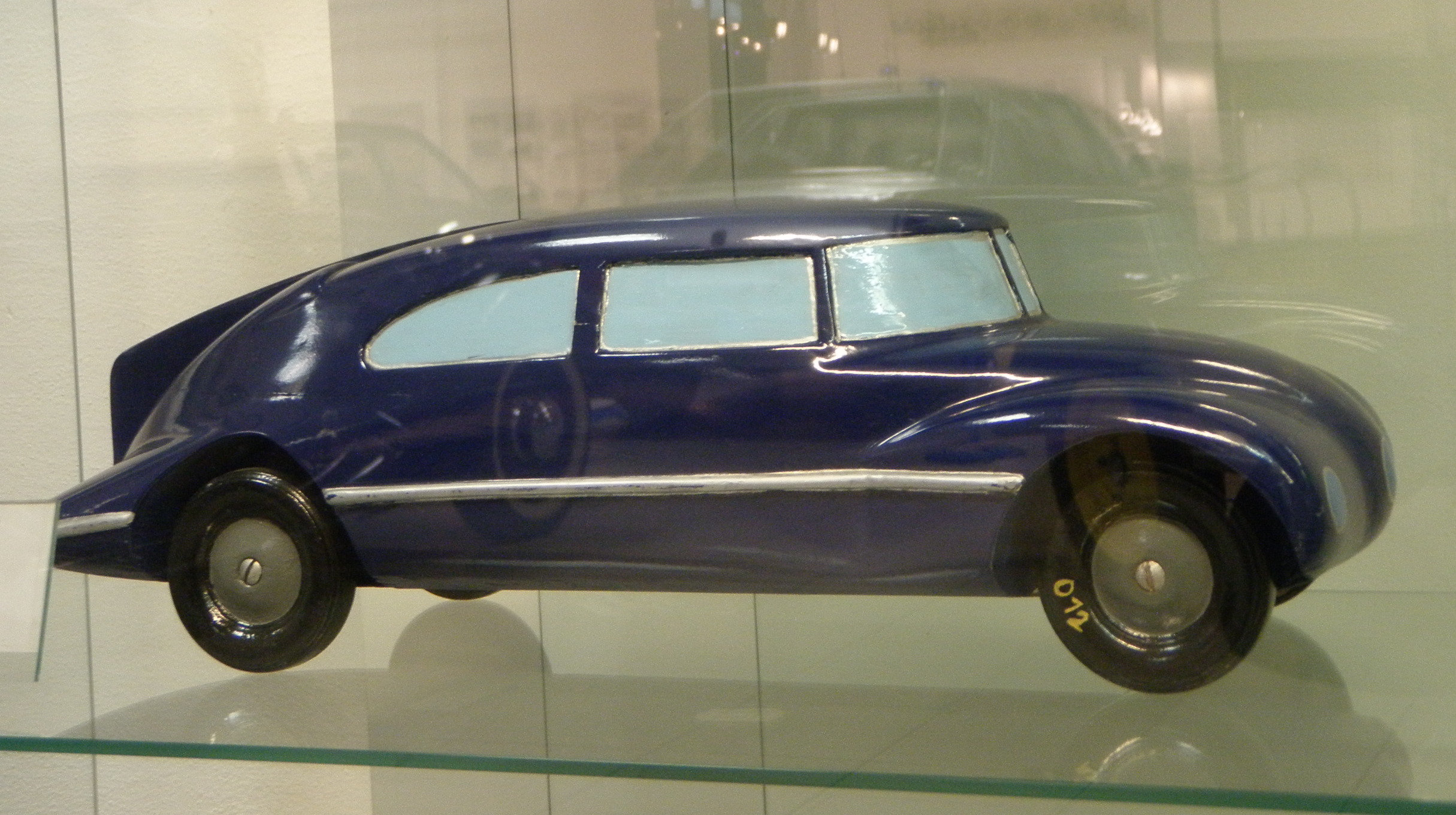
Paul Jaray's schaalmodel van de Tatra 77

## Prototypes
In oktober 1933 werd een begin gemaakt met een serie van vijf prototypes. 
De auto moest zo aerodynamisch mogelijk zijn en men plaatste de motor, een 2,97-liter luchtgekoelde V8, achterin, net boven de achteras. 
Het voertuig werd in maart 1934 voor het eerst getoond op de autosalon van Praag.

## Tatra 77
In april 1934 begon Tatra met de eerste productieserie van honderd stuks. Tijdens de bouw van deze serie werd nog een aantal correcties op het ontwerp doorgevoerd. De 77 biedt plaats aan zes personen en heeft een maximumsnelheid 140 kilometer per uur. Op de rug van de auto bevindt zich de karakteristieke vin.

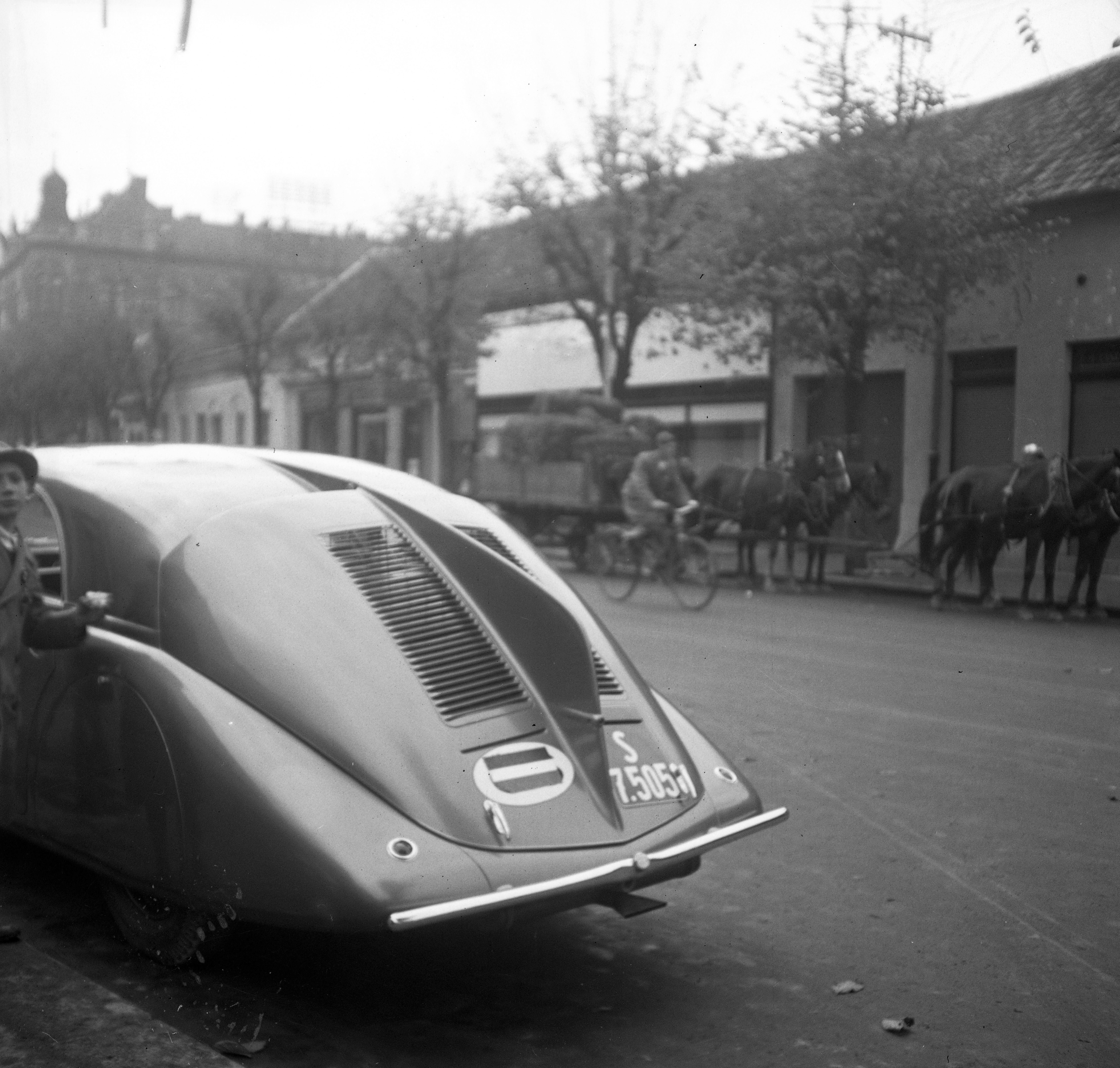
De karakteristieke vin van de Tatra 77

## Tatra 77A
Een tweede, verbeterde versie van de auto met de aanduiding 77A volgde in juli 1935.
Uiterlijk is de 77A aan zijn drie koplampen te herkennen: twee stuks zijn ingebouwd in uitstulpingen op de spatborden en één in het midden. De motor werd vergroot tot 3,4 liter en levert 75 pk. De maximumsnelheid is 150 kilometer per uur.

## Geheim wapen
Na de Duitse bezetting van Tsjecho-Slowakije in 1938, werden de Tatra 77 en de Tatra 87 een zeer gewild voertuig van veel Duitse officieren. Omdat zoveel Duitsers stierven bij crashes kregen deze auto's van de geallieerden de bijnaam "Het Tsjechische geheime wapen".